# Premier League Malti 2018-2019
La Premier League maltese 2018-2019 è stata la 104ª edizione della massima divisione del campionato maltese di calcio. Il Valletta si è laureato campione vincendo il torneo per la venticinquesima volta nella propria storia, la seconda consecutiva dopo l'affermazione ottenuta nella stagione precedente.

## Stagione

### Novità
Nella scorsa stagione il Naxxar Lions e il Lija Athletic sono retrocesse dopo appena una stagione in massima serie. A loro posto sono state promosse dalla First Division il Qormi (2 stagioni in seconda divisione) e il Pietà Hotspurs (3 stagioni).

### Formula
Per la terza stagione consecutiva è in vigore la formula del girone di andata e ritorno. Retrocedono le ultime 2 squadre alla fine delle 26 giornate. In seguito ci sarà lo spareggio promozione/retrocessione tra la terzultima della prima divisione e la terza classificata della seconda.
Per quanto riguarda le coppe europee il campionato maltese , classificato come il 47° più competitivo d'Europa iscriverà :
- la squadra vincitrice del campionato al Primo turno preliminare della UEFA Champions League 2019-2020;
- la seconda e la terza squadra al Primo turno preliminare della UEFA Europa League 2019-2020;
- la vincitrice della coppa al Primo turno preliminare della UEFA Europa League 2019-2020.

Se la vincitrice della coppa nazionale si sarà già qualificata per una coppa europea sarà la quarta classificata in campionato ad avere un posto in Europa League.

## Squadre partecipanti
| Club             | Città        | Stadio                        | Stagione precedente          |
| ---------------- | ------------ | ----------------------------- | ---------------------------- |
| Balzan           | Balzan       | Stadio Victor Tedesco         | 2º posto                     |
| Birkirkara       | Birkirkara   | Stadio di Ta'Qali             | 4º posto                     |
| Floriana         | Floriana     | Independence Arena            | 5º posto                     |
| Gzira United     | Gzira        | Stadio di Ta'Qali             | 3º posto                     |
| Hamrun Spartans  | Hamrun       | Stadio Victor Tedesco         | 8º posto                     |
| Hibernians       | Paola        | Stadio Hibernians             | 6º posto                     |
| Mosta            | Musta        | Stadio Charles Abela Memorial | 10º posto                    |
| Pietà Hotspurs   | Pietà        | Stadio di Ta'Qali             | 2° in First Division         |
| Qormi            | Curmi        | Qormi Ground                  | 1° in First Division         |
| Senglea Athletic | Senglea      | Stadio Ta'Qali                | 9º posto                     |
| Sliema Wanderers | Sliema       | Tigne Sports Complex          | 7º posto                     |
| St. Andrews      | St. Andrew's | Luxol Sports Ground           | 11º posto                    |
| Tarxien Rainbows | Tarxien      | Tony Cassar Sports Ground     | 12º posto (Vince i play-out) |
| Valletta         | La Valletta  | MFA Centenary Stadium         | Campione in carica           |

## Classifica finale
|                  | Pos. | Squadra          | Pt | G  | V  | N  | P  | GF | GS | DR  |
| ---------------- | ---- | ---------------- | -- | -- | -- | -- | -- | -- | -- | --- |
| Malta (bandiera) | 1.   | Valletta         | 58 | 26 | 18 | 4  | 4  | 61 | 18 | +43 |
|                  | 2.   | Hibernians       | 58 | 26 | 18 | 4  | 4  | 54 | 27 | +27 |
|                  | 3.   | Gżira Utd        | 50 | 26 | 13 | 11 | 2  | 42 | 21 | +21 |
|                  | 4.   | Ħamrun Spartans  | 46 | 26 | 12 | 10 | 4  | 35 | 20 | +15 |
|                  | 5.   | Sliema Wanderers | 45 | 26 | 13 | 6  | 7  | 37 | 26 | +11 |
| [ 2 ]            | 6.   | Balzan           | 43 | 26 | 12 | 7  | 7  | 41 | 31 | +10 |
|                  | 7.   | Birkirkara       | 39 | 26 | 12 | 3  | 11 | 33 | 26 | +6  |
|                  | 8.   | Floriana         | 32 | 26 | 9  | 5  | 12 | 28 | 25 | +3  |
|                  | 9.   | Mosta            | 29 | 26 | 7  | 8  | 11 | 30 | 45 | -15 |
|                  | 10.  | Tarxien Rainbows | 26 | 26 | 8  | 2  | 16 | 29 | 58 | -29 |
|                  | 11.  | Senglea Athletic | 26 | 26 | 7  | 5  | 14 | 33 | 46 | -13 |
|                  | 12.  | St. Andrews      | 24 | 26 | 7  | 3  | 16 | 25 | 45 | -20 |
|                  | 13.  | Qormi            | 20 | 26 | 6  | 2  | 18 | 25 | 51 | -26 |
|                  | 14.  | Pietà Hotspurs   | 13 | 26 | 3  | 4  | 19 | 25 | 59 | -34 |

Legenda:
      Campione di Malta e ammessa alla UEFA Champions League 2019-2020
      Ammesse alla UEFA Europa League 2019-2020
 Ammessa allo spareggio promozione-retrocessione
      Retrocesse in First Division 2019-2020
Regolamento:
Tre punti a vittoria, uno a pareggio, zero a sconfitta.

## Risultati

### Tabellone
|                  | Bal  | Bir  | Flo  | Gżi  | Ħam  | Hib  | Mos  | PHo  | Qor  | Sen  | Sli  | StA  | Tar  | Val  |
| ---------------- | ---- | ---- | ---- | ---- | ---- | ---- | ---- | ---- | ---- | ---- | ---- | ---- | ---- | ---- |
| Balzan           | –––– | 0-0  | 2-0  | 0-0  | 2-2  | 2-2  | 3-1  | 1-0  | 4-2  | 1-2  | 2-1  | 0-2  | 2-0  | 1-2  |
| Birkirkara       | 1-0  | –––– | 0-0  | 1-2  | 0-1  | 2-3  | 1-2  | 3-0  | 2-1  | 2-3  | 2-0  | 2-0  | 2-0  | 0-3  |
| Floriana         | 0-0  | 0-2  | –––– | 0-1  | 1-1  | 0-1  | 1-0  | 1-2  | 0-1  | 4-1  | 0-1  | 0-1  | 4-0  | 2-0  |
| Gżira United     | 3-0  | 1-1  | 1-0  | –––– | 0-0  | 3-2  | 3-3  | 5-2  | 1-0  | 3-1  | 1-1  | 2-1  | 1-1  | 0-0  |
| Ħamrun Spartans  | 1-1  | 2-1  | 2-0  | 1-1  | –––– | 1-1  | 0-1  | 3-2  | 2-1  | 1-0  | 0-0  | 1-0  | 3-0  | 1-1  |
| Hibernians       | 5-1  | 2-1  | 0-2  | 1-0  | 2-1  | –––– | 1-1  | 2-1  | 1-3  | 2-0  | 2-2  | 2-0  | 5-0  | 1-2  |
| Mosta            | 0-0  | 0-3  | 3-3  | 1-1  | 0-0  | 0-4  | –––– | 3-2  | 2-0  | 0-3  | 1-2  | 1-3  | 3-1  | 0-1  |
| Pietà Hotspurs   | 0-3  | 1-2  | 0-2  | 1-1  | 0-2  | 0-2  | 3-1  | –––– | 0-2  | 1-1  | 0-3  | 3-1  | 0-3  | 0-4  |
| Qormi            | 1-3  | 1-0  | 1-3  | 1-4  | 0-2  | 1-2  | 1-1  | 2-2  | –––– | 1-0  | 2-3  | 0-2  | 1-2  | 1-2  |
| Senglea Athletic | 0-5  | 0-2  | 0-1  | 0-1  | 2-2  | 0-2  | 0-2  | 2-1  | 4-0  | –––– | 0-2  | 5-0  | 1-2  | 1-5  |
| Sliema Wanderers | 1-3  | 0-1  | 1-1  | 0-2  | 2-1  | 0-1  | 3-1  | 2-1  | 2-0  | 0-0  | –––– | 1-1  | 3-1  | 3-0  |
| St. Andrews      | 0-1  | 2-0  | 3-0  | 1-0  | 0-3  | 1-2  | 1-1  | 3-3  | 0-2  | 1-2  | 0-2  | –––– | 1-5  | 0-4  |
| Tarxien Rainbows | 1-3  | 0-2  | 0-3  | 1-4  | 2-1  | 2-4  | 0-2  | 2-0  | 1-0  | 2-2  | 1-2  | 2-1  | –––– | 0-7  |
| Valletta         | 4-1  | 2-0  | 1-0  | 1-1  | 0-1  | 1-2  | 5-0  | 3-0  | 6-0  | 3-3  | 2-0  | 1-0  | 1-0  | –––– |

## Spareggi

### Spareggio per il titolo Nazionale
|          | Risultati     |            | Luogo e data               |
| -------- | ------------- | ---------- | -------------------------- |
| Valletta | 2-2 (4-2 dtr) | Hibernians | La Valletta, 4 maggio 2019 |
|          |               |            |                            |

### Spareggio promozione-retrocessione
|             | Risultati |           | Luogo e data         |
| ----------- | --------- | --------- | -------------------- |
| St. Andrews | 1-4       | St. Lucia | Paola, 5 maggio 2019 |
|             |           |           |                      |

## Statistiche

### Individuali

#### Classifica marcatori
| Gol | Rigori |  | Giocatore           | Squadra          |
| --- | ------ |  | ------------------- | ---------------- |
| 19  | 1      |  | Taylon              | Hibernians       |
| 17  |        |  | Mario Fontanella    | Valletta         |
| 12  |        |  | Haruna Garba        | Gżira United     |
| 11  | 2      |  | Jake Grech          | Hibernians       |
| 11  | 1      |  | Bojan Kaljević      | Valletta         |
| 10  | 3      |  | Miguel Alba         | Valletta         |
| 10  | 1      |  | Tiago Adan          | Hibernians       |
| 10  | 3      |  | Andrija Majdevac    | Balzan           |
| 9   |        |  | Alfred Effiong      | Balzan           |
| 8   | 1      |  | Younes Bnou Marzouk | Sliema Wanderers |
| 8   |        |  | Augusto Cáseres     | Senglea Athletic |
| 8   |        |  | Kevin Tulimieri     | Ħamrun Spartans  |
| 7   |        |  | Wilfried Domoraud   | Ħamrun Spartans  |
| 7   |        |  | Tensior Gusman      | Qormi            |
| 7   |        |  | Michael Mifsud      | Birkirkara       |